# Valeria Baroni
Valeria Soledad Baroni (Buenos Aires, 6 de octubre de 1989), conocida artísticamente como Vale Baroni, es una actriz, cantante y presentadora argentina. Es conocida por el papel de "Vale" en la película High School Musical: El Desafío, adaptación local de la película High School Musical, y por su rol de presentadora en el programa Zapping Zone, transmitido por Disney Channel Latinoamérica.

## Vida y carrera
Valeria Baroni fue seleccionada En el 2007, para formar parte del reality show High School Musical: la selección; un casting que tenía como objetivo, elegir a los actores que iban a formar parte de la versión local del musical estadounidense, High School Musical. Dicho reality, fue emitido en Argentina, por Canal 13 y Disney Channel. Fue así, como Valeria llegó a ser una de las ocho finalistas y formó parte de las giras y presentaciones por el interior del país. Gracias a ello, formó parte del elenco de High School Musical: El Desafío, la primera película producida en Argentina por el sello Walt Disney Pictures.
Baroni estudia comedia musical, canto y danza desde sus 9 años, además de ir a una escuela con orientación artística, asistiendo a las clases obligatorias de teatro, música y plástica. Lo más notorio durante su niñez, fue su capacidad para adquirir la sabiduría y experiencia que le inculcaron sus maestros, en las escuelas argentinas de Julio Bocca y Ricky Pashkus. Protagonizó varias comedias musicales como Saltimbanquis (2000), La Canasta (2001) y Un cuento de Navidad (2003). En el 2001, a los doce años, fue la ganadora del Primer Concurso de Canto Abierto organizado por Ricky Pashkus y Julio Bocca. Ese mismo año, fue convocada para formar parte del grupo sub-16 de la escuela de Julio Bocca, con quien realizó presentaciones en el Teatro Maipo. 
Durante el 2005 y el 2006, realizó varias publicidades gráficas y televisivas, continuando a su vez, sus estudios de canto y comedia musical.
En el 2009, Baroni tomó el rol de conductora del Zapping Zone, una producción original de Disney Channel que se transmitía desde Buenos Aires, para Argentina, Colombia, Venezuela, Bolivia, Chile, Costa Rica, Honduras, Guatemala, El Salvador, Panamá, Paraguay, Perú, Uruguay, Ecuador, México y Nicaragua. Valeria siguió conduciendo el Zapping Zone hasta el 2012, año en que finalizó dicho programa.
En el 2010 se grabó y salió al aire la serie Highway: Rodando la Aventura, donde Valeria era una de las protagonistas.
En el 2011 salieron al aire los Disney's Friends for Change Games, en los cuales Valeria participó. Ella formaba parte del Equipo Verde, integrado por Adam Hicks, David Henrie, Sterling Knight, Ryan Ochoa, Bella Thorne, Eva Ottino, Paula Dalli y su capitán Brandon Smith. Ese mismo año, apareció como artista invitada en Cuando toca la campana y en el video musical de  Bridgit Mendler, We Can Change the World.
En noviembre del 2012, Valeria comenzó a grabar junto al resto del elenco, para la segunda temporada de Violetta ( que se estrenó el 29 de abril de 2013 ) Como "Lara"
Durante el 2013 realizó diversas participaciones en Disney Channel, y realizando la promoción de Violetta 2.
En el 2014 lanzó el corte musical junto al joven Paraguayo Ivan Zavala llamado Te sigo esperando que estuvo durante los primeros puestos en las radios Paraguayas. Este duo realizó diversas apariciones y presentaciones en la televisión Paraguaya, en Disney Channel, radios y teatros.
En septiembre del 2014 comenzó a grabar su primer disco solista junto al productor musical Juan Blas Caballero bajo el sello discográfico de Larala Music.
Durante el 2015 estuvo viviendo en Sao Paulo Brasil rodando la segunda temporada "Que O Talento" ("Que Talento") con un personaje en donde tuvo que aprender el portugués para la versión Brasilera, mientras que en la versión latina fue ella misma que realizó el doblaje.
En noviembre de 2015 lanzó su primer disco solista llamado Hoy que se encuentra disponible en Spotify Itunes y Amazon.
El 15 de febrero de 2016 se estrenó en la pantalla de Disney Channel la nueva temporada de Que Talento para Latinoamérica.
Protagoniza en el teatro porteño (Calle Corrientes) el clásico Romeo Y Julieta, una historia de rock junto a Sebastian Francini.
El 13 de diciembre de 2016 presentó su disco HOY en el teatro Sony de Palermo.
Desde 2017 conduce el principal segmento de sinergía de Disney Channel Latinoamérica, Disney Planet News, junto al actor brasileño Bruno Heder. Una de las novedades es que Valeria conduce el segmento tanto para su versión latinoamericana, en español, como para la que sale en Brasil (en portugués). En esta oportunidad, siguiendo las tendencias actuales, Valeria estuvo involucrada desde el inicio en el desarrollo de su imagen, por lo que todo su estilo la representa.

## Filmografía

### Cine
| Año  | Título                          | Personaje | Notas                                                   |
| ---- | ------------------------------- | --------- | ------------------------------------------------------- |
| 2008 | High School Musical: El desafío | Valeria   | Película de Walt Disney Pictures y Patagonik Film Group |

### Televisión
| Año         | Título                            | Personaje                                            | Notas                                                                                           |
| ----------- | --------------------------------- | ---------------------------------------------------- | ----------------------------------------------------------------------------------------------- |
| 2007        | High School Musical: la selección | Ella misma                                           | Parte de los 8 concursantes finalistas, Reality show de Disney Channel Latinoamérica y Canal 13 |
| 2009 - 2012 | Zapping Zone                      | Coconductora                                         | Programa de Disney Channel Latinoamérica                                                        |
| 2010        | Highway: Rodando la Aventura      | Valeria                                              | Papel principal, serie de Disney Channel Latinoamérica                                          |
| 2011        | We Can Change the World           | Ella misma/representante de Disney Channel Argentina | Video musical de Bridgit Mendler para la campaña de Disney's Friends for Change Games           |
| 2011        | Disney's Friends for Change Games | Ella misma                                           | Equipo Verde                                                                                    |
| 2011        | Cuando toca la campana            | Michelle                                             | Invitada especial, serie de Disney Channel Latinoamérica                                        |
| 2013        | The U-Mix Show                    | Ella misma                                           | Entrevistada, programa de Disney Channel Latinoamérica                                          |
| 2013        | Violetta                          | Lara                                                 | Papel de reparto, serie de Disney Channel Latinoamérica                                         |
| 2016        | ¡Qué talento!                     | Victoria                                             | Papel principal, serie de Disney Channel Brasil                                                 |
| 2017 - 2018 | Disney Planet News                | Coconductora                                         | Programa de Disney Channel Latinoamérica                                                        |

### Teatro
| Año  | Título               | Personaje | Notas                                          |
| ---- | -------------------- | --------- | ---------------------------------------------- |
| 2016 | Romeo y Julieta Rock | Julieta   | Versión modernizada de la obra Romeo y Julieta |

## Discografía
| Año  | Canción                                        | Intérpretes                                                   | CD                                                          |
| ---- | ---------------------------------------------- | ------------------------------------------------------------- | ----------------------------------------------------------- |
| 2007 | Actuar, bailar, cantar                         | Todos los chicos de High School Musical: la selección         | Actuar, bailar, cantar de High School Musical: la selección |
| 2007 | We're all in this together (en español)        | Todos los chicos de High School Musical: la selección         | Actuar, bailar, cantar de High School Musical: la selección |
| 2007 | Fame                                           | Sumi y Valeria                                                | Actuar, bailar, cantar de High School Musical: la selección |
| 2007 | Actuar, bailar, cantar (edit)                  | Todos los chicos de High School Musical: la selección         | Actuar, bailar, cantar de High School Musical: la selección |
| 2007 | Yo quiero ser una estrella                     | Delfina, Sofía, Valeria, Paula, Victoria y Sophie             | Sueños de High School Musical: la selección En Gira         |
| 2007 | Qué viene aquí (What Time is It?)              | Todos los chicos de High School Musical: la selección En Gira | Sueños de High School Musical: la selección En Gira         |
| 2007 | Yo llevo un amor                               | Agustina, Sofía y Valeria                                     | Sueños de High School Musical: la selección En Gira         |
| 2007 | Si se lo contás                                | Delfina, Sofía, Valeria, Walter, Gastón y Juanchi             | Sueños de High School Musical: la selección En Gira         |
| 2007 | Eres la música en mí (You Are the Music in Me) | Gastón y Valeria                                              | Sueños de High School Musical: la selección En Gira         |
| 2007 | La canción que yo te quiero regalar            | Sofía y Valeria                                               | Sueños de High School Musical: la selección En Gira         |
| 2007 | Todos Para Uno (All for One)                   | Todos los chicos de High School Musical: la selección En Gira | Sueños de High School Musical: la selección En Gira         |
| 2007 | Algo empieza a cambiar                         | Todos los chicos de High School Musical: la selección En Gira | Sueños de High School Musical: la selección En Gira         |
| 2007 | Actuar, bailar, cantar (Versión acústica)      | Todos los chicos de High School Musical: la selección En Gira | Sueños de High School Musical: la selección En Gira         |
| 2007 | Actuar, bailar, cantar (Versión rápida)        | Todos los chicos de High School Musical: la selección         | Sueños de High School Musical: la selección En Gira         |
| 2008 | El verano terminó                              | Todo el elenco de High School Musical: El Desafío             | High School Musical: El Desafío                             |
| 2008 | Superstar                                      | Delfina, Clara, Sophie y Valeria                              | High School Musical: El Desafío                             |
| 2008 | Actuar, bailar, cantar                         | Todo el elenco de High School Musical: El Desafío             | High School Musical: El Desafío                             |
| 2009 | Soy así                                        | Valeria                                                       | Canción de Disney Channel (Versión de Argentina)            |
| 2010 | Highway                                        | Todo el elenco de Highway: Rodando la Aventura                | Highway: Rodando la Aventura                                |
| 2010 | Amigas por siempre                             | Paulina Holguin, María Clara Alonso, Vanessa Andreu y Valeria | Highway: Rodando la Aventura                                |
| 2010 | Nuestro amor                                   | Roger González y Valeria                                      | Highway: Rodando la Aventura                                |
| 2010 | 911                                            | Valeria                                                       | Highway: Rodando la Aventura                                |
| 2010 | Blablabla                                      | Todo el elenco de Highway: Rodando la Aventura                | Highway: Rodando la Aventura                                |
| 2010 | La voz                                         | Todo el elenco de Highway: Rodando la Aventura                | Highway: Rodando la Aventura y Amigos por el Mundo          |
| 2014 | Te sigo esperando                              | Iván Zavala feat. Valeria Baroni                              | TBA                                                         |

2015
'HOY' 
Su primer disco solista (Larala Music)

## Giras
| Año  | Título                                         | Conciertos | Rol                                        | Presentaciones               |
| ---- | ---------------------------------------------- | ---------- | ------------------------------------------ | ---------------------------- |
| 2007 | Actuar, Bailar, Cantar                         | 10         | High School Musical: La Selección - Sueños | Argentina                    |
| 2010 | Jonas Brothers Live in Concert World Tour 2010 | 3          | Highway: Rodando la aventura (Teloneros)   | Argentina - Chile - Colombia |
| 2011 | A Year Without Rain Tour                       | 1          | Highway: Rodando la aventura (Teloneros)   | Argentina                    |